# Schlacht von Tali-Ihantala
Die Schlacht von Tali-Ihantala vom 25. Juni bis zum 9. Juli 1944 war Teil des Fortsetzungskrieges zwischen dem vom Deutschen Reich unterstützten Finnland und der Sowjetunion, einem Nebenkriegsschauplatz des Zweiten Weltkriegs. Die Schlacht endete mit einem finnischen Sieg, der den Großangriff der sowjetischen Truppen auf der Karelischen Landenge (Wyborg-Petrosawodsker Operation) stoppte und Finnland die Ausgangsbasis für akzeptablere Bedingungen bei den Moskauer Waffenstillstandsverhandlungen im September 1944 bot. Die Schlacht bildet den historischen Hintergrund für den 2007 gedrehten finnischen Kriegsfilm Schlacht um Finnland.

## Ausgangslage
An der Seite der Wehrmacht war Finnland im Juni 1941 in den Krieg gegen die Sowjetunion eingetreten und hatte u. a. die Karelische Landenge besetzt. Im Juni 1944 begann die Rote Armee eine massive Offensive, um ein Ausscheiden Finnlands aus dem Krieg zu erzwingen. Bereits nach wenigen Tagen konnte die Stadt Wyborg eingenommen werden; Finnland sah sich von der vollständigen Besetzung bedroht. Mit deutscher Unterstützung sollte ein Vorstoß in das finnische Kernland verhindert werden.

### Truppen
Finnland:
- 4. Korps (Generalleutnant Taavetti Laatikainen)
  - 3. Brigade („Blaue Brigade“)
  - 3.; 4.; 6. und 18. (ab dem 27. Juni 11.) Division
- Panzerdivision (Generalmajor Ruben Lagus)
- 3. Luftregiment (Oberstleutnant Gustaf E. Magnusson) (33 Messerschmitt Bf 109, 18 Brewster Buffalo 239, und eine Fokker C.X)
- 4. Luftregiment (Oberst O. Sarko) (33 Bristol Blenheim, 12 Junkers Ju 88, 8 Dornier Do 17Z)

Deutsches Reich:
- Gefechtsverband Kuhlmey (Oberstleutnant Kurt Kuhlmey), kam am 16. Juni mit 23 bis 43 Focke-Wulf Fw 190, 24 bis 30 Junkers Ju 87 und 1 bis 8 Messerschmitt Bf 109 G-6 nach Finnland.
- Sturmgeschütz-Brigade 303 (Hauptmann Hans-Wilhelm Cardeneo), traf am 22. Juni mit 22 StuG III Ausf. G und 9 Sturmhaubitzen 42 in Finnland ein.

Sowjetunion:
- 21. Armee (Generaloberst Dmitri N. Gussew)
  - 30.; 108.; 109. und 117. Korps (15 Divisionen)

### Das Schlachtfeld
Die Schlacht von Tali-Ihantala fand auf einem engen Gebiet von 100 km² zwischen der Wyborger Bucht und dem Fluss Vuoksi statt. Der sowjetische Vorstoß konzentrierte sich auf das Gebiet östlich von Wyborg, vom südlich gelegenen Dorf Tali bis zur Gegend um die nördlichere Siedlung Ihantala. Dies war das einzige für gepanzerte Fahrzeuge geeignete Gelände über die Karelische Landenge – 10 Kilometer weit und durch Seen und im Osten durch den Fluss Vuoksi eingeschnürt.

## Verlauf

### Tali: 25. bis 30. Juni
Die Kämpfe im Gebiet um Tali begannen am 25. Juni 1944 und endeten am 30. Juni desselben Jahres mit einem Rückzug der finnischen Truppen aus Tali. Darauf folgten am 1. und 2. Juli schwerste Gefechte, bei denen die Finnen etwa 800 Mann pro Tag verloren.

### Ihantala 1. bis 9. Juli

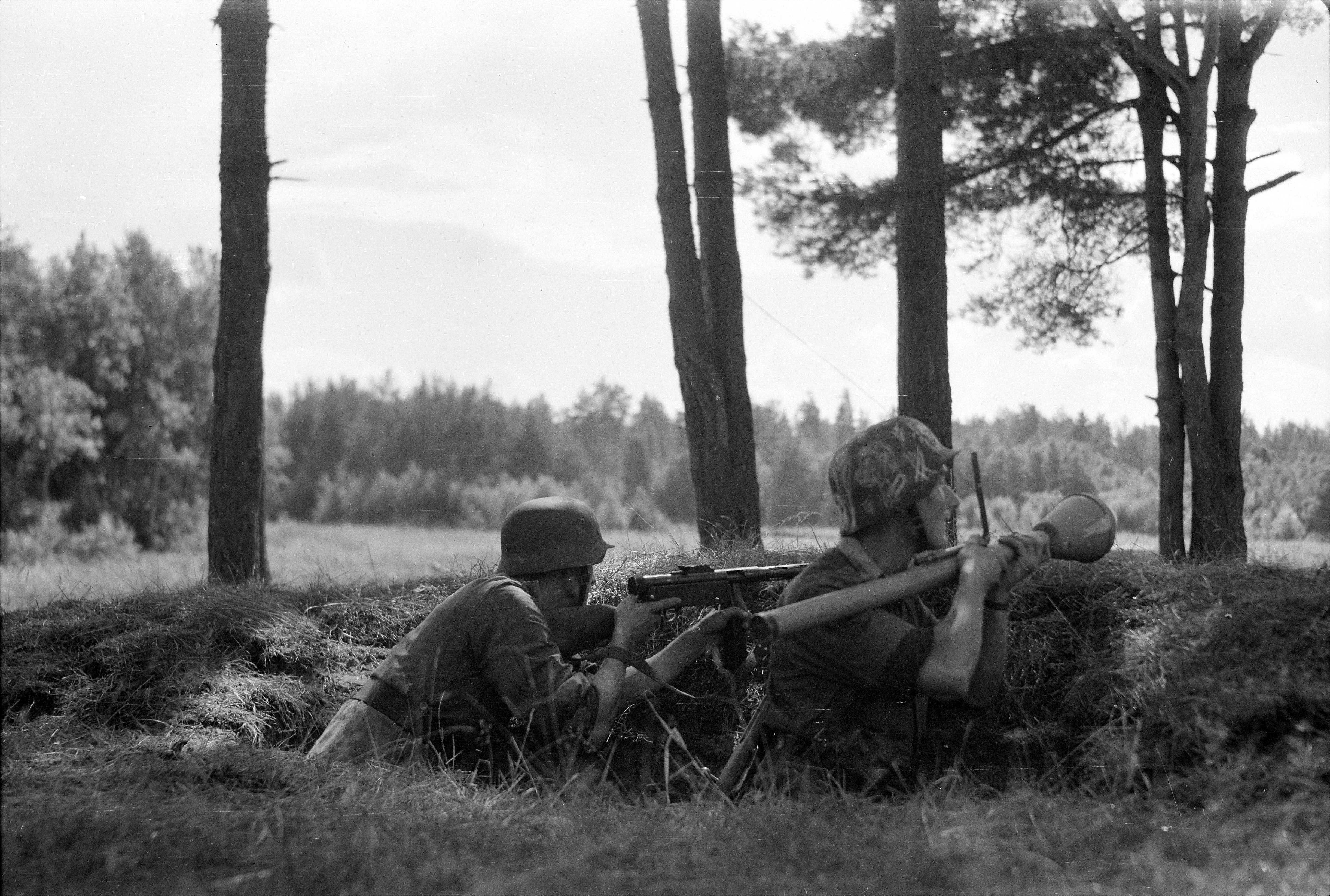
Finnische Soldaten, ein Soldat hält eine Panzerfaust

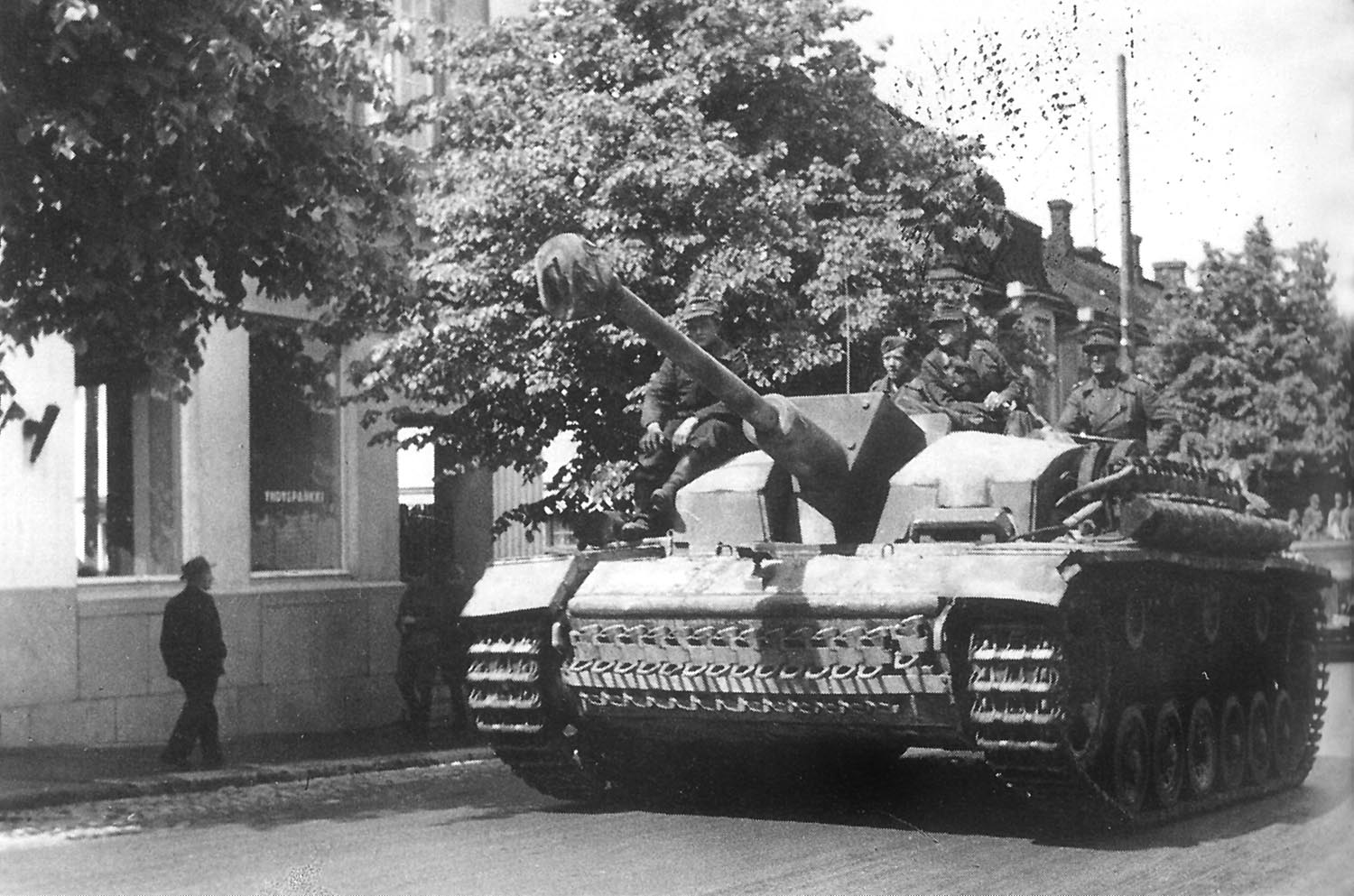
Sturmgeschütz-Brigade 303 auf dem Marsch

Das darauf folgende konzentrierte Artilleriefeuer der Finnen war das schwerste in der Militärgeschichte des Landes. Es stützte sich auf eine neue Feuerleitmethode des finnischen Artilleriegenerals Vilho Petter Nenonen. Diese Technik erleichterte den Finnen die Zielkorrektur und ermöglichte es, die Angriffsziele schnell zu wechseln. Am kritischen Ihantala-Sektor konnten die finnischen Verteidiger so ihr Abwehrfeuer auf die vorrückende sowjetische Angriffsspitze konzentrieren und sie vernichten.
Zu dieser Zeit hatten die finnischen Streitkräfte die Hälfte ihrer Artillerie in diesem Gebiet zusammengezogen, zusammen mit ihrer hauptsächlich mit StuG III ausgerüsteten einzigen Panzerdivision. Ihr stand die deutsche Sturmgeschütz-Brigade 303 zur Seite. Die Verteidiger erhielten nun auch neue deutsche Panzerabwehrwaffen, die bislang eingelagert gewesen waren.
Am 2. Juli konnten die Finnen einen Funkspruch abfangen, nach dem die 63. Division und die 30. Panzerbrigade der sowjetischen Armee am 3. Juli um 4:00 Uhr angreifen sollten. Am nächsten Morgen bombardierten jeweils vierzig finnische und deutsche Bomber die sowjetische Armee zwei Minuten vor dem vermuteten Angriffsbeginn. Zudem feuerten 250 Geschütze insgesamt 4000 Artilleriegeschosse auf das Gebiet der sowjetischen Angreifer. Um 6:00 Uhr starteten die sowjetischen Truppen mit 200 Flugzeugen und Infanterie einen Angriff gegen die finnischen Verbände. Gegen 19:00 Uhr hatten die Finnen ihre Linien wieder bereinigt.
Am 6. Juli erzielten die sowjetischen Truppen trotz des Einsatzes von 18 Artillerie-Bataillonen und einer schweren Batterie zur Unterstützung der finnischen 6. Division einige Erfolge. Am nächsten Tag wurden die sowjetischen Truppen jedoch zurückgedrängt, ihre Gegenangriffe um 13:30 Uhr und 19:00 Uhr waren ebenfalls nicht erfolgreich. Am 7. Juli verlagerte sich der Schwerpunkt der sowjetischen Angriffe auf das Gebiet um den Fluss Vuoksi. Die sowjetische Seite begann nunmehr, ihre besten Truppen nach Estland zu verlegen, um sie gegen die deutschen Truppen einzusetzen. Vom 9. Juli an versuchten die sowjetischen Angreifer nicht länger, die finnischen Linien zu durchbrechen. Dennoch kam es in dem Gebiet immer wieder zu kleineren Kampfhandlungen.

## Verluste
Finnische Quellen schätzen die Verluste der sowjetischen Armee in der Schlacht von Tali-Ihantala auf 300 Panzer. Zudem wurden etwa 120 bis 280 sowjetische Flugzeuge abgeschossen.
Die finnische Armee berichtete über 8561 im Kampf verwundete, vermisste oder getötete Männer.
Nach dem Zehn-Tages-Bericht der sowjetischen 21. Armee wurden in der Schlacht 18.000 bis 22.000 Soldaten verwundet oder getötet.

## Rezeption

### Filme
- Schlacht um Finnland (FI 2007). Regie: Åke Lindman und Sakari Kirjavainen.

## Belege
1. ↑  S. P. Platonow (Hrsg.): Битва за Ленинград. Voenizdat Ministerstva oborony SSSR, 1964.
2. 1 2 3 4 5  Matti Koskimaa: Veitsenterällä. 1993, ISBN 951-0-18811-5, WSOY.
3. ↑  Archiv des sowjetischen Verteidigungsministeriums, Tagesberichte der 21. Armee vom 29. Juni bis 10. Juli 1944.
4. ↑  Ohto Manninen: Molotovin coctail, Hitlerin sateenvarjo. 1994, ISBN 951-37-1495-0, Painatuskeskus.
5. 1 2  Maanpuolustuskorkeakoulun historian laitos, Jatkosodan historia 1–6, 1994